# Cấn (họ)
Cấn (chữ Hán: 艮) là một họ của người Việt Nam, có nguồn gốc từ Trung Quốc di cư sang Việt Nam vào khoảng thế kỷ XVI thời nhà Mạc.

## Họ Cấn Việt Nam
Hiện nay những người mang họ Cấn tại Việt Nam sinh sống tập trung chủ yếu ở một số huyện của tỉnh Hà Tây cũ (nay là thành phố Hà Nội), như Thạch Thất, Quốc Oai, Phúc Thọ...  

## Người Việt Nam họ Cấn có danh tiếng
- Cấn Văn Nhạ (1566-?), đỗ Đệ tam giáp đồng Tiến sĩ xuất thân năm 1604 dưới thời vua Lê Kính Tông, người xã Cấn Xá, huyện Yên Sơn (nay thuộc xã Cấn Hữu, huyện Quốc Oai, Thành phố Hà Nội)[1].
- Cấn Văn Lực, chuyên gia kinh tế, thành viên Hội đồng Tư vấn chính sách tài chính, tiền tệ quốc gia[2].
- Cấn Đình Tài, huyện Thạch Thất, Hà Nội, Trợ lý Thủ tướng Nguyễn Xuân Phúc, Trợ lý Chủ tịch nước Nguyễn Xuân Phúc[3], Trợ lý Chủ tịch nước Lương Cường , Phó Chủ nhiệm Văn phòng Chủ tịch nước
- Cấn Tất Dự (1992), người xã Phùng Xá, huyện Thạch Thất, (Hà Tây cũ) Hà Nội, vận động viên đấu vật với 5 lần dành huy chương vàng Sea Games 2011, 2013, 2019 và 2022.